# Landtagswahl in Liechtenstein 1918
Die Landtagswahl in Liechtenstein 1918 fand am 11 und 18. Marsch 1918 statt und war die reguläre Wahl der Legislative des Fürstentums Liechtenstein. 12 der 15 Mitglieder des Landtags des Fürstentums Liechtenstein in den beiden Wahlkreisen Ober- und Unterland wurden vom Volk des Landes gewählt. Drei Abgeordnete wurden vom Fürsten ernannt.

## Wahlergebnis
- FBP: 7
- VP: 4

| Partei                              | Sitze    | Sitze     | Sitze     |
| ----------------------------------- | -------- | --------- | --------- |
| Partei                              | Oberland | Unterland | insgesamt |
| Fortschrittliche Bürgerpartei (FBP) | 2        | 5         | 7         |
| Christlich-soziale Volkspartei (VP) | 5        | 0         | 5         |